# Tantilla albiceps
Espèce
Statut de conservation UICN

 DD  : Données insuffisantes
Tantilla albiceps  est une espèce de serpents de la famille des Colubridae.

## Répartition
Cette espèce est endémique des environs du lac Gatún au Panama.

## Description
L'holotype de Tantilla albiceps mesure 164 mm dont 48 mm pour la queue. Cette espèce a dos gris olive. Sa tête, sa nuque, sa face ventrale, le dessous et la pointe de sa queue sont blanc ivoire.

## Étymologie
Son nom d'espèce, dérivé du latin albus, « blanc », et capus, « tête », lui a été donné en référence à sa livrée.

## Publication originale
- Barbour, 1925 : A new frog and a new snake from Panama. Occasional papers of the Boston Society of Natural History, vol. 5, p. 155-156 (texte intégral).